# NGC 3377
NGC 3377 ist eine elliptische Galaxie vom Typ E5 bis E6 und liegt im Sternbild Löwe auf der Ekliptik. Sie ist schätzungsweise 26 Millionen Lichtjahre von der Milchstraße entfernt und hat einen Durchmesser von etwa 40.000 Lichtjahren.

Gemeinsam mit Messier 95, Messier 96, Messier 105, NGC 3299, NGC 3384, NGC 3412, NGC 3489, PGC 32226 bildet sie die M 96-Gruppe.
Das Objekt wurde am 8. April 1784 von William Herschel entdeckt.